# Protopselaphus watrousi
Protopselaphus watrousi (лат.) — вид жуков-стафилинид рода Protopselaphus. Видовое название дано в честь Л.Ватроуса (Dr. Larry E. Watrous), участвовавшего в сборе типовой серии нового вида.

## Распространение
Юго-Восточная Азия: Малайзия.

## Описание
Мелкие коротконадкрылые жуки, длина тела менее 2 мм. От близких видов отличается следующими признаками: 9 и 10-й членики усиков с парой двух- или трёхразветвлённых антероапикальных сенсилл; апикальная выемка ментума глубокая, V-образная, простирается в базальную половину. Основная окраска тела желтовато-коричневая. Усики 11-члениковые, последние три членика крупные и образуют расширенную булаву. Нижнечелюстные щупики состоят из 4 сегментов, нижнегубные щупики 3-члениковые. Глаза округлые, многофасеточные, выступающие. Переднеспинка овальная с полностью закругленными боковыми краями. Надкрылья относительно длинные, с параллельными сторонами и слегка закругленными задними краями. Ноги тонкие.